# For the Boys – Tage des Ruhms, Tage der Liebe
For the Boys – Tage des Ruhms, Tage der Liebe ist ein Filmdrama unter Regie von Mark Rydell aus dem Jahr 1991.

## Handlung
Anfang der 1990er Jahre: Dixie Leonard und ihr langjähriger Showpartner Eddie Sparks sollen eine Auszeichnung für ihr Lebenswerk erhalten. Assistent Jeff soll Dixie zu der Zeremonie abholen, die live im Fernsehen übertragen werden soll. Dixie weigert sich jedoch teilzunehmen und erzählt Jeff, wie sie Eddie kennengelernt und sich mit ihm zerstritten hat. Der Film besteht hauptsächlich aus Rückblenden.
Die junge talentierte Dixie erhält 1942 während des Zweiten Weltkrieges ein Angebot, an Eddies Seite vor Soldaten an der Front aufzutreten. Obwohl sie bei den Soldaten gut ankommt, greift Eddie sie nach ihrer ersten Show scharf an. Angeblich ist Dixies Humor seiner Meinung nach unangemessen, doch in Wirklichkeit ist er eifersüchtig, weil sie ihm die Show gestohlen hat. Auf das Drängen von Eddies Team, darunter auch Dixies Onkel Art, der für Eddie die Pointen schreibt, erklärt sich Dixie jedoch bereit, weiter mit ihm zusammenzuarbeiten.
Bei einem Auftritt in Nordafrika ist auch Dixies Mann unter den Zuschauern, der dort stationiert ist. Bald darauf jedoch kommt er ums Leben. Trotz ihrer Abneigung gegen Eddie tritt sie auch in den USA weiter mit ihm auf, um den Lebensunterhalt für sich und ihren Sohn zu bestreiten. Eddie ist verheiratet und hat drei Töchter, behandelt aber Dixies Sohn Danny wie seinen eigenen.
Als der Koreakrieg ausbricht, kündigt Eddie während eines Auftritts auf der Bühne überraschend an, er und Dixie werden zu Weihnachten für US-Soldaten in Korea auftreten, ohne Dixie vorher in seine Pläne eingeweiht zu haben. Dixie „revanchiert“ sich, indem sie bekannt gibt, Eddie habe 100.000 Dollar an das Rote Kreuz gespendet. Widerwillig reist sie mit ihm nach Korea. Auf dem Weg ins Lager treffen sie auf einen Trupp von US-Soldaten, der in einen Hinterhalt geraten ist. Dixie kümmert sich um einen verwundeten Soldaten, doch ihre Hilfe kommt zu spät: er stirbt auf dem Weg ins Lazarett. Auf der Weihnachtsfeier kommt es schließlich zum Eklat, als Art dort allen Anwesenden bekannt gibt, dass Eddie ihn gefeuert hat.
Danny, inzwischen ein junger Mann, ist wie sein Vater Soldat geworden. Nicht zuletzt deswegen willigt Dixie ein, auch in Vietnam zu Weihnachten an der Front aufzutreten. Bereits auf dem Weg ins Lager werden die Künstler vor einem drohenden Angriff auf das Lager gewarnt, weswegen sie sofort nach dem Auftritt wieder ausgeflogen werden sollen. Dixie und Eddie begegnen vor ihrem Auftritt Danny, der ihnen von der zunehmenden Verrohung seiner Kameraden berichtet. Die Show beginnt mit dem Auftritt einer Tänzerin, die von den Soldaten dermaßen bedrängt wird, dass nur durch Eddies Eingreifen Schlimmeres verhindert werden kann. Dixie beginnt ihren Auftritt mit zynischen Kommentaren über die anwesenden Soldaten, bevor sie “In My Life” singt. Noch während des Auftritts wird das Lager mit Artilleriegeschützen angegriffen. Dixie und Eddie können sich in Sicherheit bringen, doch Danny kommt bei dem Angriff ums Leben.
Dixie hat Eddie all das nie verziehen, und in der Garderobe kommt es zu einem weiteren heftigen Streit zwischen den beiden. Eddie tritt allein auf die Bühne. Als er jedoch sichtlich bewegt von den Ereignissen in Vietnam erzählt, die auch für ihn ein schwerer Schicksalsschlag waren, tritt Dixie doch noch einmal mit Eddie auf die Bühne.

## Kritik
Das Lexikon des internationalen Films bezeichnete den Film als ein „überlange[s] Epos“, das „weder als Vehikel für Bette Midlers Show-Talente [...] noch in seiner Kritik am amerikanischen Unterhaltungsgeschäft“ überzeugen könne.

## Auszeichnungen
Der Film wurde 1992 mit dem Golden Globe in der Kategorie Best Actress – Musical/Comedy ausgezeichnet und David Grusin in der Kategorie Beste Filmmusik nominiert. Zudem wurde Bette Midler im selben Jahr für den Oscar als Beste Hauptdarstellerin nominiert.
Die Deutsche Film- und Medienbewertung FBW in Wiesbaden verlieh dem Film das Prädikat wertvoll.